# ニッタ
ニッタ株式会社（英語: Nitta Corporation）は、大阪府大阪市浪速区桜川に本社を置く、主に産業用ベルトを主とするゴム製品の製造開発を行う企業である。1885年創業。

## 会社概要
産業用ゴムベルトを中心に、伝達用のコンベヤユニットや、その他加工チューブ、高圧樹脂ホースなどのゴム製品の開発をおこなう。特に業務用を中心に高いシェアを持つ。
この他にも免震材、クリーンルーム用フィルターの製造販売、半導体事業もおこなう一方で、空気中の微粒子の測定機器（バーティクルカウンター）やアンモニアなどの有毒ガス検知器の開発など、多角的な製品開発を行っている。
また、経済産業省によって2019年度に健康経営優良法人、2020年、2021年、2022年、2023年、2024年度に健康経営優良法人（ホワイト500）に認定されている。

## 沿革
- 1885年（明治18年）- 新田長次郎が大阪で製革業を創業。
- 1888年（明治21年）- 日本初の伝動用革ベルトの製造に成功。
- 1906年（明治39年）- 北海道においてタンニンの製造を開始。
- 1909年（明治42年）- （資）新田帯革製造所設立。
- 1916年（大正5年）- ゴムベルト製造開始。
- 1918年（大正7年）- 膠・ゼラチンの製造開始。
- 1945年（昭和20年）- 株式会社新田帯革製造所、新田護謨工業株式会社、新田膠質工業株式会社（現・新田ゼラチン）の3社に分割。
- 1965年（昭和40年）- 社名を新田ベルト株式会社に変更。
- 1968年（昭和43年）- 有現会社ニッタ・ムアーカンパニーを設立。
- 1971年（昭和46年）- ユニッタ株式会社を設立。
- 1980年（昭和55年）- アメリカにNITTA INTERNATIONAL INC.を設立。
- 1982年（昭和57年）- 現社名に変更。
- 1983年（昭和58年）- ロデール・ニッタ株式会社を設立。
- 1989年（平成元年）- 韓国ニッタムアー株式会社を設立。
- 1990年（平成2年）- 日本証券業協会（現・ジャスダック）に株式を店頭登録。
- 1991年（平成3年）- ドイツにNITTA INDUSTRIES EUROPE GmbHを設立。オランダのCONDEV HOLDING B.V.を買収（現NITTA HOLDING B.V.）。
- 1992年（平成4年）- 有限会社ニッタ・ムアーカンパニーを、ニッタ・ムアー株式会社に改組。
- 1994年（平成6年）- シンガポールにNITTA CORPORATION OF SINGAPORE PTE LTDを設立。
- 1995年（平成7年）- 大阪証券取引所市場第二部に上場。
- 1996年（平成8年）- 東京証券取引所市場第二部に上場。
- 1997年（平成9年）- 東京証券取引所、大阪証券取引所市場第一部に上場。
- 2002年（平成14年）- ユニッタを、ゲイツ・ユニッタ・アジア株式会社に社名変更。
- 2004年（平成16年）- ロデール・ニッタを、ニッタ・ハース株式会社に社名変更。
- 2009年（平成21年）- ニッタ・ムアー、ソナックの2社を吸収合併。
- 2017年（平成29年）- 東洋ゴム工業から化工品事業を買収。浪華ゴム工業の全株式を取得[3]。

## 関連会社
- ゲイツ・ユニッタ・アジア株式会社（旧・ユニッタ、大阪市浪速区桜川4-4-26）

ユニロイヤル社との合弁で1971年1月に設立。のちにユニロイヤル社のトランスミッション部門をゲイツ・ラバー社が買収し、現社名となる。
自動車用タイミングベルトにおいては国内のトップメーカーの一つである。他にはプーリやコグドベルト（歯付ベルト）等を生産・販売している。
- 韓国ゲイツ

アメリカのゲイツ社51％、ニッタが49％をそれぞれ出資し、1989年に韓国大邱市に設立。自動車用ベルトを製造していたが、2020年に拠点を中国に移す方針が発表されている。
- ニッタ化工品株式会社（旧・東洋ゴム化工品株式会社）- 2017年に買収し、社名変更
- 浪華ゴム工業株式会社
- 株式会社芦原自動車教習所
- 株式会社新田牧場（北海道中川郡幕別町新町）

## 主な製品
- ベルト製品
- 橋梁・建築用製品
- ゴム成型品
- ホース・チューブ製品
- メカトロ製品
- エアクリーン製品
- モニタリング製品
- インテリマーテープ
- センサー製品
- UHF帯RFIDタグ